# Schoffeltandkarpers
Schoffeltandkarpers (Adrianichthyidae) zijn een familie van straalvinnige vissen uit de orde van Geepachtigen (Beloniformes).

## Onderfamilies
- Adrianichthyinae (Schoffeltandkarpers)
- Horaichthyinae (Glastandkarpers)
- Oryziinae